# دبليو دبليو إف أول أمريكان ريسلينغ
دبليو دبليو إف أول أمريكان ريسلينغ بالإنجليزية WWF All American Wrestling هو برنامج مصارعة تلفزيوني يتم بثه عبر قنوات الكابل من إنتاج الاتحاد العالمي للمصارعة (WWF). كان العرض سابقًا لـ ليلة ثلاثاء العمالقة بالإنجليزية Tuesday Night Titans والحدث الأهم ليلة سبت بالإنجليزية Saturday Night's Main Event ، في الأصل كان يتم بثه الساعة 11:00 صباحا بالتوقيت الشرقي في أيام الأحد التي تم إلغاء البرنامج بعدما تم أغلاق أتحاد بطولة جنوب غرب المصارعة (SCW) استمر عرض البرنامج في الفترة منذ 4 سبتمبر 1983 إلى 16 أكتوبر 1994 على شبكة يو إس إيه. بعد أن تم إلغاؤه في عام 1994، تم استبدالها بـعرض أكشن زون Action Zone . كان عضو قاعة المشاهير المتوفي جين أوكرلوند هو أطول شخص قام بتقديم المصارعين في العرض الأطول، الذي استضاف العرض لمدة تسع سنوات من مسيرته.

## ملخص
مر برنامج أول أمريكان ريسلينغ All American Wrestling بثلاثة تنسيقات مختلفة أثناء فترة بثه ضمن برامج اتحاد دبليو دبليو إف فلقد كان النسق الأول للبرنامج عبارة عن عرض يركز على مصارع واحد محدد في اتحاد WWF. بعد بضعة أسابيع، تحول إلى النسق الثاني من البرنامج وهو التركيز علي مصارعين ذوي شعبية عالية من مختلف إتحادات المصارعة الحرة عبر الولايات المتحدة. ومع ذلك، بعد بضعة أشهر تحول إلي النسق الثالث وإهتم بظهور مواهب WWF فقط. على الرغم من أن شبكة كابل الولايات المتحدة الأمريكية قد نقلت أحداث WWF من ماديسون سكوير غاردن في نيويورك ومركز العاصمة في لاندوفر بولاية ماريلاند، إلا أن هذا كان أول بث أسبوعي وطني للعروض الرئيسية الأصلية للاتحاد العالمي للمصارعة.
أعيد بث العرض بشكل أساسي مباريات وشرائح من برامج WWF الأخرى وظهرت في العرض مباراة حصرية واحدة تم تسجيلها بشكل مسبق، وهذه المبارة عادتاً ما تكون مباراة تم تسجيلها في وقت مبكر من العرض أو عادةً من أحد تسجيلات عروض المنزل الشهرية التي تقام في قاعات مثل ماديسون سكوير غاردن أو فيلادلفيا سبكتروم أو بوسطن جاردن أو مابل ليف جاردن. و يعد فينس مكمان هو المضيف الأصلي للبرنامج، ومن ذلك الحين فصاعدًا كان يملأ المضيفين الآخرين كبدائل طارئة حتى أواخر عام 1994 حيث تم إلغاء البرنامج. بعد ذلك، أصبح اللورد ألفريد هايز مضيفًا. بعد ذلك، تولى جين أوكرلند مهام الاستضافة يعد وأطول شخص قام بتقديم المصارعين في العرض الأطول، الذي استضاف العرض لمدة تسع سنوات من مسيرته. حيث كان يظهر في استوديو إنتاج WWF ، وغالبًا ما يتفاعل مع الموظفين ويسأل عن أفكارهم وآرائهم حول الأحداث المختلفة الجارية في WWF. كان أحد في بعض الأجزاء الأخرى هو أنه يتظاهر بأنه على الهاتف مع شخص، غالبًا ما يكون من المشاهير. في كثير من الأحيان، يتوقف المصارع الضيف أو الشخصية الضيفة ويتسكع مع أوكرلند، يعتبر بوبي هينان أحد الضيوف الأكثر شيوعًا، إلى جانب المضيف المشارك السابق ألفريد هايز ابتداءً من عام 1989، انضم هيلبيلي جيم أحيانًا إلى أوكرلند، وأصبح جيم يعمل بدوام كامل في العرض في وقت لاحق من ذلك العام.
كان أوكرلند وهيلبيلي جيم مضيفين حتى عام 1991 أو نحو ذلك. بعد أن غادر جيم العرض للعمل في قسم الفيديو المنزلي في WWF ، كان لدى اوكرلند لاحقًا العديد من الضيوف المضيفين في عام 1992، بما في ذلك ذا بروكلين برولير في مظهر نادر. تميز العرض بإصلاح كبير في عام 1993 عندما تولى بوبي هينان المسؤولية كمضيف مشارك مع اوكرلند، حيث تجري كل حلقة في جزء مختلف من الولايات المتحدة، مع زيارة اوكرلند وهينان (غالبًا بمساعدة شاشة خضراء) معالم. حدثت إحدى الحلقات البارزة قبل ريسلمنيا 9 ، حيث تسلل اوكرلند وهينان إلى مقر الأتحاد WWF لمحاولة الحصول على كلمة مع جاك تانني أثناء إعطاء المشاهدين جولة في المبنى. تميزت هذه الحلقة بظهور نادر على الكاميرا من قبل جيه جيه ديلون خلال فترة عمله مع WWF. ظهرت حلقة أخرى سينسيشونيل شيري في أحد الحلقات ويعد هذا بمثابة آخر ظهور لها قبل مغادرتها WWF.
بعد مغادرة اوكرلند في عام 1993 بسبب نزاع على العقد، أخذ جو فلور مكان اوكرلند، وعمل جنبًا إلى جنب مع هينان واستمر في اتجاه الاستضافة في العرض أو المشاركة في الأحداث. وتمت إضافة جوني بولو كمضيف مشارك ليحل محل هينان، ثم تم إسقاط جانب الموقع من العرض، مع إجراء العرض داخل الاستوديو. استضاف بولو إلى جانب غوريلا مونوسون، على الرغم من أنه سيتم استبدالهما بالمضيفين النهائيين للعرض وهم تود بيتينجيل وتيد ديبياسي.
في عام 1993، عرض المباريات التي أعيد بثها من برامج أخرى مع تعليقًا جديدًا من قبل شون موني، واللورد ألفريد هايز، وغوريلا مونسون، وجيم روس، وذا ويزرد، وهي الشخصية التي اتخذها بروس بريتشارد.

## «ذا بوتوم لاين»
بعد عرض ريسليمنيا إكس ، تمت إضافة رودي بايبر إلى العرض بشكل منتظم في بشكل أسبوعي في فقرة تعرف بأسم «ذا بوتوم لاين». في هذا الجزء، علق بايبر بشكل أساسي على العديد من الوقائع المنظورة التي تدور في WWF ، جنبًا إلى جنب مع التعليقات على عداءه مع جيري لولر. استضاف بايبر هذا الجزء بانتظام حتى أواخر الصيف.

## المضيفون
- فينس مكماهون (1983-84 ؛ ظهور الضيف بعد ذلك)
- اللورد ألفريد هايز (1984–85، عدة ضيوف بعد ذلك) [1]
- جين أوكرلوند (1984-1993 ؛ ظهور الضيف من قبل)
- هيلبيلي جيم (1989-1991)
- راندي سافاج (1991)
- مستر بيرفكت (1992)
- بوبي هينان (1993 ؛ ظهور ضيف من قبل)
- جوني بولو (1993-1994)
- جو فاولر (1993)
- غوريلا مونسون (1994 ؛ ظهور الضيف من قبل)
- تود بيتنجيل (1994)
- تيد ديبياسي (1994)
- رودي بايبر (1994 ؛ مضيف فقرة «ذا بوتوم لاين»)

## روابط خارجية
- WWF All American Wrestling  في قاعدة بيانات الأفلام على الإنترنت (بالإنجليزية)